# Arnsberg
Arnsberg er en by i Tyskland i delstaten Nordrhein-Westfalen med cirka 76.000 indbyggere. Byen ligger i kreisen Hochsauerland nordøst for Sauerland i dalen til Ruhr.

## Historie
Arnsberg blev bygget af greverne af Werl i 1000-tallet. De byggede en borg som man stadig kan se resterne af, og som blev benyttet til folkelige fejringer.
I 1100-tallet blev Arnsberg sæde for westfalisk domsmagt. Senere mistede byen sin selvstændighed og hørte til Köln-området da ærkebiskopperne rejerede her. Byen blev helt ødelagt under syvårskrigen i 1769. I 1816 gik byen til Preussen og blev sæde for en lokal administration.
Under 2. verdenskrig mistede mange indbyggere livet under britiske bombeangreb som havde en jernbaneviadukt som mål. Målet blev til slut ødelagt 19. marts 1945 ved hjælp af en Grand Slam-bombe.
Den nuværende by Arnsberg blev oprettet i 1975 ved at 14 byer og kommuner blev slået sammen til én by. Gamle Arnsberg og Neheim-Hüsten er to urbane dele, mens de andre dele er mere landlige. Neheim og Hüsten blev slået sammen i 1941.